# Tarenna sinica
Tarenna sinica är en måreväxtart som beskrevs av Wei Chiu Chen. Tarenna sinica ingår i släktet Tarenna och familjen måreväxter. Inga underarter finns listade i Catalogue of Life.